# Joplin på svenska
Joplin på svenska är ett album av Caroline af Ugglas, släppt 31 januari 2007. Det är ett hyllningsalbum med melodier av Janis Joplin, men med texter på svenska av Caroline af Ugglas. Omslaget är en parafrasering av Joplins samlingsalbum från 1973.
Albumet nådde som högst tredje plats på den svenska albumlistan.

## Låtlista
1. En del av mitt hjärta (Piece of My Heart)
2. Gråt älskling (Cry Baby)
3. Ta för dig när du kan (Get It While You Can)
4. Bobby McGee (Me and Bobby McGee)
5. Lilla flicka sorgsen (Little Girl Blue)
6. Gå vidare (Move over)
7. Förlåtit (Misery)
8. Att älska någon (To Love Somebody)
9. Coo Coo (Coo Coo)
10. En övergiven kvinna (A Woman Left Lonely)
11. Pröva mig Gud (Work Me Lord)

## Listplaceringar
| Lista (2007) | Topplacering |
| ------------ | ------------ |
| Sverige      | 3            |